# There Is Nothing Left to Lose
There Is Nothing Left to Lose — третий студийный альбом группы Foo Fighters, выпущенный 2 ноября 1999 года. Диск занял 10-е место в чарте Billboard 200.

## Об альбоме
Альбом был записан без участия гитариста Пэта Смира, который ушёл из группы в 1997 году, не выдержав плотного гастрольного графика группы. Также одной из причин ухода Смира было расставание лидера группы Дейва Грола со своей женой, которая поддерживала Смира на тот момент.
There Is Nothing Left to Lose отличается от предыдущих первым появлением барабанщика Тейлора Хокинса и часто рассматривается как отклонение от прошлой работы группы, демонстрируя более мягкое, экспериментальное звучание.
Ранние издания диска включали переводное тату, подобное изображенному на обложке. Альбом был также переиздан в Австралии: издание состояло из двух CD; второй CD содержал четыре видео и один бонус-трек «Fraternity».

## Список композиций
1. «Stacked Actors» — 4:17
2. «Breakout» — 3:21
3. «Learn to Fly» — 3:58
4. «Gimme Stitches» — 3:42
5. «Generator» — 3:48
6. «Aurora» — 5:50
7. «Live-In Skin» — 3:53
8. «Next Year» — 4:37
9. «Headwires» — 4:38
10. «Ain’t It the Life» — 4:17
11. «M.I.A.» — 4:03
12. «Fraternity» (бонус-трек австралийского релиза) — 3:09